# Volleyball Casalmaggiore 2015-2016
Questa voce raccoglie le informazioni riguardanti il Volleyball Casalmaggiore nelle competizioni ufficiali della stagione 2015-2016.

## Stagione
La stagione 2015-16 è per il Volleyball Casalmaggiore, sponsorizzato dalla Pomì, la terza consecutiva in Serie A1; a guidare la squadra arriva Massimo Barbolini mentre la rosa è in una buona parte modificata con la conferma della coppia di centrali Lauren Gibbemeyer e Jovana Stevanović, il libero Immacolata Sirressi e la schiacciatrice Valentina Tirozzi: tra gli acquisti quelli di Francesca Piccinini, Margareta Kozuch, Carli Lloyd, Lucia Bacchi, Carlotta Cambi e Tereza Matuszková, mentre tra le partenze quelle di Serena Ortolani, Marika Bianchini, Alessia Gennari e Katarzyna Skorupa.

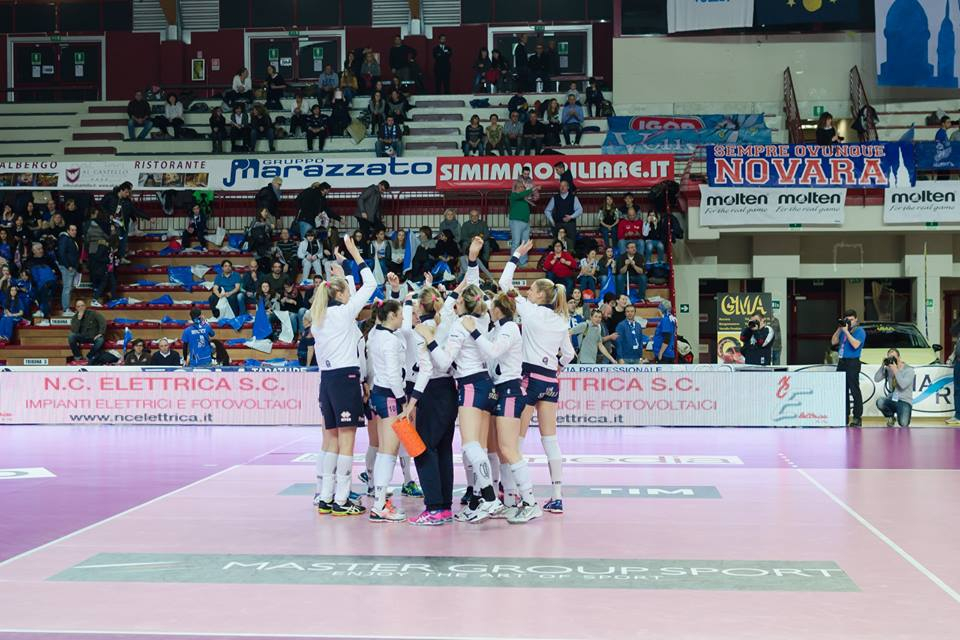
La squadra durante il riscaldamento

La stagione si apre con la partecipazione alla Supercoppa italiana, a cui il Volleyball Casalmaggiore partecipa in quanto vincitrice dello scudetto 2014-15, sfidando l'AGIL Volley vincitrice della Coppa Italia 2014-15: la squadra lombarda vincendo per 3-2 si aggiudica per la prima volta il trofeo.
Il campionato inizia con due vittorie consecutive, mentre sarà l'Imoco Volley, alla terza giornata, a infliggere la prima sconfitta stagione al club di Casalmaggiore: seguono quindi tutte vittorie, eccetto due gare perse, una all'ottava giornata contro la LJ Volley, l'altra alla decima contro la Pallavolo Scandicci, chiudendo il girone di andata al secondo posto in classifica, a pari punti con la prima classificata, ottenendo anche la qualificazione alla Coppa Italia. Il girone di ritorno conferma lo stesso andamento di quello di andata, con tutte vittorie e solo tre sconfitte, nuovamente contro l'Imoco Volley, l'AGIL Volley e il River Volley, mantenendo il secondo posto in classifica. Nei play-off scudetto incontra la settima classificata della regular season, ossia il Volley Bergamo: la squadra orobica vince le due gare utili per passare al turno successivo eliminando le campionesse in carica.
Grazie al secondo posto al termine del girone di andata della Serie A1 2015-16, il Volleyball Casalmaggiore partecipa alla Coppa Italia; si qualifica alla Final Four di Ravenna grazie alla vittoria nei quarti di finale contro la Pallavolo Scandicci: tuttavia viene eliminato nelle semifinali a seguito del 3-2 inflitto dal Volley Bergamo.
Il secondo posto in regular season e la vittoria dello scudetto 2014-15 consente al club lombardo di partecipare per la prima volta a una competizione europea, ossia la Champions League. Nella fase a gironi chiude il proprio raggruppamento al primo posto con quattro vittorie e due sconfitte; la squadra è poi qualificata di diritto alla Final Four in quanto organizzatrice della fase finale: nella semifinale batte per 3-0 la Ženskij volejbol'nyj klub Dinamo-Kazan' e con lo stesso risultato supera in finale le turche del VakıfBank Spor Kulübü, aggiudicandosi per la prima volta il trofeo.

## Organigramma societario
Area direttiva
- Presidente: Massimo Boselli
- Dirigente: Andrea Formica, Giuseppe Storti, Giuseppe Pini, Massimo Ghini, Matteo Mennella, Pietro Dolci, Peter Panetta, Emanuele Saccenti, Davide Saccenti, Dimmo Baruffaldi, Alessandro Truzzi, Alessi Morconi, Daniela Valentini
- Segreteria generale: Dorina Attolini

Area organizzativa
- Direttore generale: Giovanni Ghini
- Responsabile amministrativa: Raffaella Storti
- Team manager: Mario Angiolini
- Responsabile Champions League: Luciano Toscani
- Responsabile palasport: Stefano Ghelfi
- Responsabile tavolo score: Andrea Pini
- Responsabile led: Daniele Cavalli

Area tecnica
- Allenatore: Massimo Barbolini
- Allenatore in seconda: Giorgio Bolzoni
- Scout man: Antonio Orlandi
- Assistente allenatore: Federico Bonini

Area comunicazione
- Ufficio stampa: Riccardo Negri
- Responsabile tifosi: Mauro Amato
- Fotografo: Giuseppe Storti

Area marketing
- Ufficio marketing: Claudio De Felice
- Biglietteria: Francesca Borroni

Area sanitaria
- Medico: Claudio Toscani, Graziano Sassarini, Giacomina Pinardi
- Preparatore atletico: Stefano Tagliazucchi
- Fisioterapista: Paolo Agnetti, Cristian Carubelli

## Rosa
| N° | Nome                | Ruolo | Data di nascita | Nazionalità sportiva |
| -- | ------------------- | ----- | --------------- | -------------------- |
| 1  | Lucia Bacchi        | S     | 4 gennaio 1981  | Italia               |
| 3  | Carli Lloyd         | P     | 6 agosto 1989   | Stati Uniti          |
| 5  | Immacolata Sirressi | L     | 19 giugno 1990  | Italia               |
| 6  | Giada Cecchetto     | L     | 6 giugno 1991   | Italia               |
| 7  | Marianna Ferrara    | S     | 29 ottobre 1996 | Italia               |
| 8  | Lauren Gibbemeyer   | C     | 8 giugno 1988   | Stati Uniti          |
| 10 | Carlotta Cambi      | P     | 28 maggio 1996  | Italia               |
| 12 | Francesca Piccinini | S     | 10 gennaio 1979 | Italia               |
| 13 | Rossella Olivotto   | C     | 27 aprile 1991  | Italia               |
| 14 | Margareta Kozuch    | S/O   | 30 ottobre 1986 | Germania             |
| 15 | Jovana Stevanović   | C     | 30 giugno 1992  | Serbia               |
| 16 | Valentina Tirozzi   | S     | 26 marzo 1986   | Italia               |
| 18 | Tereza Matuszková   | S/O   | 3 dicembre 1982 | Rep. Ceca            |

## Mercato
| Acquisti | Acquisti            | Acquisti        | Acquisti   |
| R.       | Nome                | da              | Modalità   |
| -------- | ------------------- | --------------- | ---------- |
| S        | Lucia Bacchi        | Neruda          | definitivo |
| P        | Carlotta Cambi      | Piacentina      | definitivo |
| L        | Giada Cecchetto     | Piacentina      | definitivo |
| S        | Marianna Ferrara    | Libertas Aversa | definitivo |
| S/O      | Margareta Kozuch    | River           | definitivo |
| P        | Carli Lloyd         | Lokomotiv Baku  | definitivo |
| S/O      | Tereza Matuszková   | Pro Victoria    | definitivo |
| C        | Rossella Olivotto   | Flero           | definitivo |
| S        | Francesca Piccinini | LJ              | definitivo |

| Cessioni | Cessioni             | Cessioni   | Cessioni   |
| R.       | Nome                 | a          | Modalità   |
| -------- | -------------------- | ---------- | ---------- |
| P        | Beatrice Agrifoglio  | Filottrano | definitivo |
| S/O      | Marika Bianchini     | RC Cannes  | definitivo |
| S        | Alessia Gennari      | Bergamo    | definitivo |
| C        | Vera Klimovič        | -          | ritirata   |
| S/O      | Serena Ortolani      | Imoco      | definitivo |
| L        | Geraldina Quiligotti | Golem      | definitivo |
| P        | Katarzyna Skorupa    | Fenerbahçe | definitivo |

## Risultati

### Serie A1

#### Girone di andata
| 1ª giornata - 17 ottobre 2015 PalaRadi, Cremona                  | Casalmaggiore   | 3 - 0 | Obiettivo Risarcimento | 25-10, 25-19, 25-16               |
| 2ª giornata - 24 ottobre 2015 PalaNorda, Bergamo                 | Bergamo         | 1 - 3 | Casalmaggiore          | 25-23, 14-25, 13-25, 20-25        |
| 3ª giornata - 1º novembre 2015 PalaVerde, Villorba               | Imoco           | 3 - 2 | Casalmaggiore          | 25-19, 25-19, 24-26, 18-25, 15-11 |
| 4ª giornata - 4 novembre 2015 PalaRadi, Cremona                  | Casalmaggiore   | 3 - 0 | Flero                  | 25-19, 30-28, 25-15               |
| 6ª giornata - 14 novembre 2015 PalaRadi, Cremona                 | Casalmaggiore   | 3 - 0 | AGIL                   | 25-22, 25-13, 25-19               |
| 7ª giornata - 22 novembre 2015 PalaYamamay, Busto Arsizio        | Busto Arsizio   | 0 - 3 | Casalmaggiore          | 23-25, 20-25, 22-25               |
| 8ª giornata - 29 novembre 2015 PalaPanini, Modena                | LJ              | 3 - 0 | Casalmaggiore          | 25-16, 25-15, 25-16               |
| 9ª giornata - 3 dicembre 2015 PalaRadi, Cremona                  | Casalmaggiore   | 3 - 1 | Neruda                 | 25-23, 20-25, 25-19, 25-19        |
| 10ª giornata - 6 dicembre 2015 Palazzetto dello Sport, Scandicci | Savino Del Bene | 3 - 2 | Casalmaggiore          | 25-27, 23-25, 25-14, 27-25, 15-7  |
| 11ª giornata - 13 dicembre 2015 PalaRadi, Cremona                | Casalmaggiore   | 3 - 1 | River                  | 25-21, 19-25, 25-17, 25-16        |
| 12ª giornata - 19 dicembre 2015 PalaRadi, Cremona                | Casalmaggiore   | 3 - 2 | San Casciano           | 25-19, 18-25, 25-20, 14-25, 15-10 |
| 13ª giornata - 22 dicembre 2015 PalaYamamay, Busto Arsizio       | Club Italia     | 2 - 3 | Casalmaggiore          | 13-25, 25-22, 25-22, 15-25, 13-15 |

#### Girone di ritorno
| 14ª giornata - 17 gennaio 2016 Palasport Città di Vicenza, Villaverla | Obiettivo Risarcimento | 0 - 3 | Casalmaggiore   | 18-25, 16-25, 17-25               |
| 15ª giornata - 24 gennaio 2016 PalaRadi, Cremona                      | Casalmaggiore          | 3 - 1 | Bergamo         | 25-27, 25-19, 25-23, 25-21        |
| 16ª giornata - 31 gennaio 2016 PalaRadi, Cremona                      | Casalmaggiore          | 2 - 3 | Imoco           | 22-25, 15-25, 25-23, 25-13, 10-15 |
| 17ª giornata - 3 febbraio 2016 PalaGeorge, Montichiari                | Flero                  | 1 - 3 | Casalmaggiore   | 14-25, 25-22, 19-25, 21-25,       |
| 19ª giornata - 13 febbraio 2016 PalaTerdoppio, Novara                 | AGIL                   | 3 - 2 | Casalmaggiore   | 25-19, 25-21, 18-25, 23-25, 15-11 |
| 20ª giornata - 21 febbraio 2016 PalaRadi, Cremona                     | Casalmaggiore          | 3 - 2 | Busto Arsizio   | 18-25, 30-28, 25-21, 16-25, 15-11 |
| 21ª giornata - 28 febbraio 2016 PalaRadi, Cremona                     | Casalmaggiore          | 3 - 1 | LJ              | 23-25, 25-22, 25-15, 27-25        |
| 22ª giornata - 2 marzo 2016 PalaResia, Bolzano                        | Neruda                 | 0 - 3 | Casalmaggiore   | 11-25, 19-25, 14-25               |
| 23ª giornata - 5 marzo 2016 PalaRadi, Cremona                         | Casalmaggiore          | 3 - 1 | Savino Del Bene | 25-22, 26-24, 25-27, 25-17        |
| 24ª giornata - 13 aprile 2016 PalaBanca, Piacenza                     | River                  | 3 - 1 | Casalmaggiore   | 25-22, 25-22, 20-25, 25-19        |
| 25ª giornata - 26 marzo 2016 Nelson Mandela Forum, Firenze            | San Casciano           | 0 - 3 | Casalmaggiore   | 18-25, 16-25, 23-25               |
| 26ª giornata - 2 aprile 2016 PalaRadi, Cremona                        | Casalmaggiore          | 3 - 1 | Club Italia     | 17-25, 26-24, 25-17, 25-20        |

#### Play-off scudetto
| Quarti di finale (gara 1) - 13 aprile 2016 PalaNorda, Bergamo | Bergamo       | 3 - 0 | Casalmaggiore | 25-16, 25-15, 25-22        |
| Quarti di finale (gara 2) - 15 aprile 2016 PalaRadi, Cremona  | Casalmaggiore | 1 - 3 | Bergamo       | 21-25, 15-25, 25-20, 18-25 |

### Coppa Italia

#### Fase a eliminazione diretta
| Quarti di finale - 17 febbraio 2016 PalaRadi, Cremona | Casalmaggiore | 3 - 1 | Savino Del Bene | 25-18, 18-25, 25-22, 25-19        |
| Semifinali - 19 marzo 2016 PalaDeAndré, Ravenna       | Casalmaggiore | 2 - 3 | Bergamo         | 25-19, 25-11, 22-25, 22-25, 13-15 |

### Supercoppa italiana

#### Fase a eliminazione diretta
| Finale - 10 ottobre 2015 PalaRadi, Cremona | Casalmaggiore | 3 - 2 | AGIL | 17-25, 25-22, 25-23, 20-25, 17-15 |

### Champions League

#### Fase a gironi
| 1ª giornata - 27 ottobre 2015 Burhan Felek Spor Salonu, Istanbul | Eczacıbaşı    | 2 - 3 | Casalmaggiore | 22-25, 18-25, 25-13, 27-25, 11-15 |
| 2ª giornata - 11 novembre 2015 PalaRadi, Cremona                 | Casalmaggiore | 2 - 3 | Chemik Police | 16-25, 23-25, 25-23, 25-19, 12-15 |
| 3ª giornata - 25 novembre 2015 PalaRadi, Cremona                 | Casalmaggiore | 3 - 0 | Prostějov     | 25-20, 25-16, 25-21               |
| 4ª giornata - 9 dicembre 2015 Sport Centrum, Prostějov           | Prostějov     | 1 - 3 | Casalmaggiore | 15-25, 23-25, 25-23, 15-25        |
| 5ª giornata - 20 gennaio 2016 Arena Szczecin, Stettino           | Chemik Police | 1 - 3 | Casalmaggiore | 23-25, 25-12, 23-25, 17-25        |
| 6ª giornata - 27 gennaio 2016 PalaRadi, Cremona                  | Casalmaggiore | 2 - 3 | Eczacıbaşı    | 25-23, 25-20, 18-25, 22-25, 8-15  |

#### Fase a eliminazione diretta
| Semifinali - 9 aprile 2016 PalaGeorge, Montichiari | Dinamo-Kazan  | 0 - 3 | Casalmaggiore | 19-25, 18-25, 19-25 |
| Finale - 10 aprile 2016 PalaGeorge, Montichiari    | Casalmaggiore | 3 - 0 | VakıfBank     | 25-23, 25-23, 25-22 |

## Statistiche

### Statistiche di squadra
| Competizione        | Punti | In casa | In casa | In casa | In trasferta | In trasferta | In trasferta | Totale | Totale | Totale |
| Competizione        | Punti | G       | V       | P       | G            | V            | P            | G      | V      | P      |
| ------------------- | ----- | ------- | ------- | ------- | ------------ | ------------ | ------------ | ------ | ------ | ------ |
| Serie A1            | 55    | 13      | 11      | 2       | 13           | 7            | 6            | 26     | 18     | 8      |
| Coppa Italia        | -     | 1       | 1       | 0       | -            | -            | -            | 2      | 1      | 1      |
| Supercoppa italiana | -     | -       | -       | -       | -            | -            | -            | 1      | 1      | 0      |
| Champions League    | 13    | 3       | 1       | 2       | 3            | 3            | 0            | 8      | 6      | 2      |
| Totale              | -     | 17      | 13      | 4       | 16           | 10           | 6            | 37     | 26     | 11     |

G = partite giocate; V = partite vinte; P = partite perse

### Statistiche dei giocatori
| Giocatore     | Serie A1 | Serie A1 | Serie A1 | Serie A1 | Serie A1 | Coppa Italia | Coppa Italia | Coppa Italia | Coppa Italia | Coppa Italia | Supercoppa italiana | Supercoppa italiana | Supercoppa italiana | Supercoppa italiana | Supercoppa italiana | Champions League | Champions League | Champions League | Champions League | Champions League | Totale | Totale | Totale | Totale | Totale |
| Giocatore     | P        | PT       | AV       | MV       | BV       | P            | PT           | AV           | MV           | BV           | P                   | PT                  | AV                  | MV                  | BV                  | P                | PT               | AV               | MV               | BV               | P      | PT     | AV     | MV     | BV     |
| ------------- | -------- | -------- | -------- | -------- | -------- | ------------ | ------------ | ------------ | ------------ | ------------ | ------------------- | ------------------- | ------------------- | ------------------- | ------------------- | ---------------- | ---------------- | ---------------- | ---------------- | ---------------- | ------ | ------ | ------ | ------ | ------ |
| L. Bacchi     | 19       | 92       | 73       | 16       | 3        | 0            | 0            | 0            | 0            | 0            | 1                   | 0                   | 0                   | 0                   | 0                   | 5                | 27               | 24               | 3                | 0                | 25     | 119    | 97     | 19     | 3      |
| C. Cambi      | 20       | 5        | 1        | 1        | 3        | 2            | 0            | 0            | 0            | 0            | 1                   | 0                   | 0                   | 0                   | 0                   | 7                | 1                | 0                | 0                | 1                | 30     | 6      | 1      | 1      | 4      |
| G. Cecchetto  | 2        | -        | -        | -        | -        | 0            | -            | -            | -            | -            | 0                   | -                   | -                   | -                   | -                   | 2                | -                | -                | -                | -                | 4      | -      | -      | -      | -      |
| M. Ferrara    | 3        | 0        | 0        | 0        | 0        | 0            | 0            | 0            | 0            | 0            | 0                   | 0                   | 0                   | 0                   | 0                   | 2                | 0                | 0                | 0                | 0                | 5      | 0      | 0      | 0      | 0      |
| L. Gibbemeyer | 26       | 250      | 174      | 59       | 17       | 2            | 20           | 16           | 3            | 1            | 1                   | 8                   | 4                   | 4                   | 0                   | 8                | 90               | 53               | 31               | 6                | 37     | 368    | 217    | 97     | 24     |
| M. Kozuch     | 26       | 425      | 381      | 20       | 24       | 2            | 33           | 29           | 1            | 3            | 1                   | 20                  | 18                  | 1                   | 1                   | 8                | 122              | 111              | 7                | 4                | 37     | 600    | 539    | 29     | 32     |
| C. Lloyd      | 26       | 109      | 47       | 53       | 9        | 2            | 6            | 1            | 5            | 0            | 1                   | 4                   | 2                   | 2                   | 0                   | 8                | 25               | 11               | 14               | 0                | 37     | 144    | 61     | 74     | 9      |
| T. Matuszková | 14       | 23       | 17       | 5        | 1        | 1            | 0            | 0            | 0            | 0            | 1                   | 1                   | 1                   | 0                   | 0                   | 4                | 5                | 5                | 0                | 0                | 20     | 29     | 23     | 5      | 1      |
| R. Olivotto   | 3        | 1        | 1        | 0        | 0        | 0            | 0            | 0            | 0            | 0            | 0                   | 0                   | 0                   | 0                   | 0                   | 0                | 0                | 0                | 0                | 0                | 3      | 1      | 1      | 0      | 0      |
| F. Piccinini  | 23       | 169      | 147      | 12       | 10       | 2            | 20           | 16           | 4            | 0            | 1                   | 19                  | 18                  | 1                   | 0                   | 5                | 66               | 54               | 10               | 2                | 31     | 274    | 235    | 27     | 12     |
| I. Sirressi   | 26       | -        | -        | -        | -        | 2            | -            | -            | -            | -            | 1                   | -                   | -                   | -                   | -                   | 8                | -                | -                | -                | -                | 37     | -      | -      | -      | -      |
| J. Stevanović | 26       | 329      | 186      | 113      | 30       | 2            | 32           | 18           | 13           | 1            | 1                   | 12                  | 7                   | 4                   | 1                   | 8                | 96               | 53               | 31               | 12               | 37     | 469    | 264    | 161    | 44     |
| V. Tirozzi    | 26       | 319      | 264      | 17       | 38       | 2            | 34           | 30           | 1            | 3            | 1                   | 11                  | 10                  | 0                   | 1                   | 8                | 86               | 76               | 5                | 5                | 37     | 450    | 380    | 23     | 47     |

P = presenze; PT = punti totali; AV = attacchi vincenti; MV = muri vincenti; BV = battute vincenti